# Lakóautó

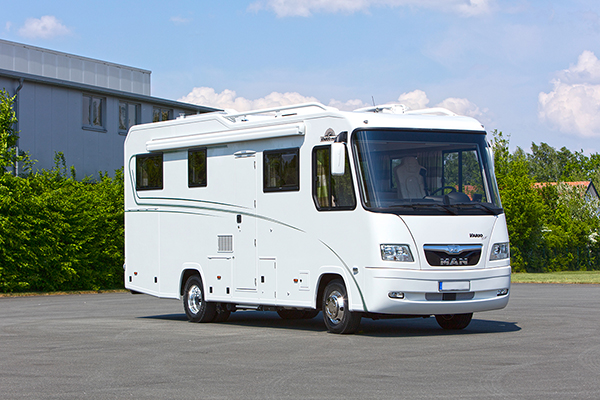
Lakóautó

A lakóautó különleges rendeltetésnek megfelelő felépítményű gépjármű, amelynek belső tere lakhatásra van kialakítva és berendezve. Elsősorban szabadidős tevékenység céljára építik.
A lakókocsikkal ellentétben önjáró gépjármű, ezért alkalmazása a nagyobb körutazásokhoz ideális.
Gyakran mobil irodaként is használatos. Ebben az esetben más elrendezéseket szokásos alkalmazni (pl. nagyobb tárgyalóteret alakítanak ki, és komolyabb elektronikai és informatikai berendezések kerülnek beépítésre).
Egy minimális lakóautóban található egy beépített mini konyha és egy étkezőrész, ami ággyá alakítható. A felső kategóriás lakóbuszokban pedig minden extra beépítésre kerül, ami a lakásokban is megtalálható. Ezen kívül lehet még garázs a kisautónak, vagy éppen külön bejáratú hálószoba a szobalánynak.
A használati és a különböző szennyvizek számára külön tartályok kerülnek beépítésre.
A szükséges energiát gázpalackokról, a gépjármű saját üzemanyagtankjából, valamint akkumulátorokból nyerik a készülékek.
A lakóautó gyártók általában alapjárműként valamely teherautó fülke-alváz kivitelét használják. Erre építik rá a gépészetet, a bútorzatot, majd a külső falként használt szendvicspanel táblákat.
Kivételt képez a furgon kategória, amely dobozos zárt furgonokból kerül átalakításra.

## Gépészet
- A fűtést korábban gázüzemű készülékekkel oldották meg, manapság már megtalálható a diesel üzemanyaggal működtethető készülékek is, melyek kényelmesebb üzemeltetést eredményeznek.
- Klímarendszerük lehet padló- vagy tetőklíma. A légkondicionáló-egység kiválasztásánál az autó belső légköbméterét kell figyelembe venni. A tetőklímák előnye, hogy utólag könnyedén beszerelhető. Hátrányuk, hogy a tetőre kerül elhelyezésre így a jármű légellenállását, valamint a fentre elhelyezett plusz súly miatt a menettulajdonságát is megváltoztatja, továbbá csak egy pontból szolgáltatja a hűtött levegőt és ugyaninnen szívja a hűtésre szánt levegőt is.  A padlóklímák nagy előnye, hogy a padlón van elhelyezve, ezért lentről szívja a hűtésre szánt levegőt és a fentre több pontba elcsövezett kifújókon keresztül szolgáltatja a hűtött levegőt egyenletesen, valamint jelentősen halkabb üzemeltetést eredményez.
- Melegvíz ellátást gázüzemű, dízel üzemű vagy 230 V-os, különböző űrtartalmú bojlerek biztosítják.
- A kompresszoros hűtőszekrények 12-24 V-ról üzemeltethetőek. Előnyük, hogy bármilyen melegben működőképesek és nagyon gyorsan hűtik le a bennük tárolt dolgokat. Hátrányuk, hogy nagyobb akkumulátor fogyasztást eredményez.
- A 3-üzemű, abszorpciós elven működő hűtőkészülékek kisebb hűtőteljesítménnyel rendelkeznek, mint a kompresszoros hűtőgépek. Előnyük, hogy álló helyzetben nem fogyasztanak jelentősebb elektromos áramot, mert gázról üzemeltethetőek. Hátrányuk, hogy nagy melegben leállhatnak (ezt hűtőventilátorokkal lehet kiküszöbölni ez viszont energiafogyasztást eredményez).
- A WC külön fekália kazettával rendelkező egység, tartalma nem a lakóautó szennyvíztartályába kerül. A WC-ben vegyszert használnak, ami a lebontásban segít és külön erre a célra készített WC papírt kell használni, ami szintén lebomlik.
- A szórakoztatóelektronika beépítésének korlátlan lehetőségei vannak. (SAT-rendszerek, audio-video rendszerek, házimozi rendszerek stb.)

## Típusai

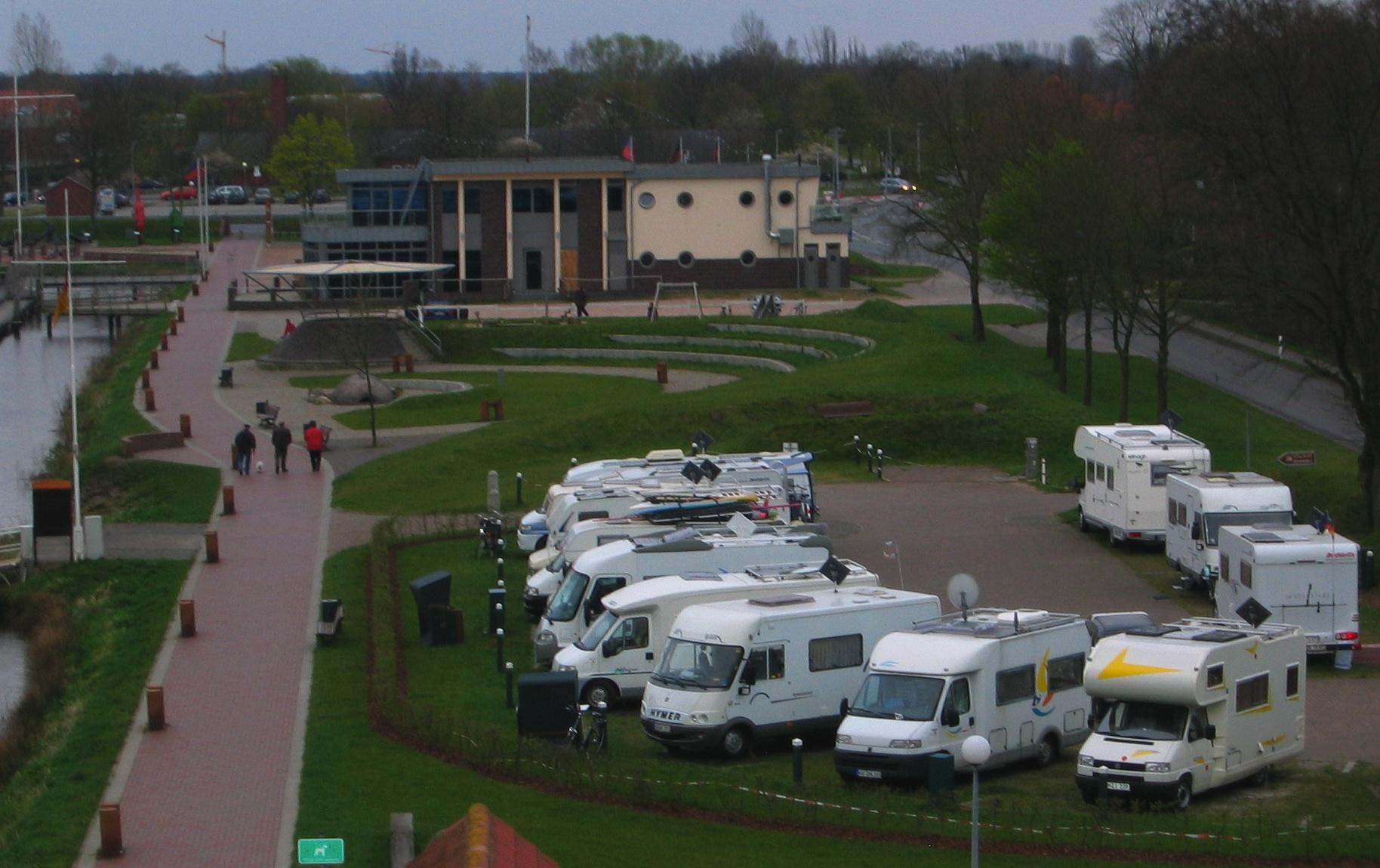
Lakóautó-park

- Furgon lakóautók (Van): Kisebb, de teljes komfortos teljes értékű lakóautó. Számos előnye van. Kívülről nem lakóautónak, hanem egyszerű áruszállítónak látszik, ezért lehet vele parkolni olyan helyeken is, ahonnan a lakóautókat kitiltják. Az autópályákon sokfelé kedvezőbb kategóriába kerül. Gyorsabban lehet vele haladni, kisebb a fogyasztása, és könnyebb parkolóhelyeket találni. Sokkal könnyebb közlekedni vele a zsúfolt nagyvárosokban. Mindennapi használatra is alkalmas. Családi autóként, hétvégi kirándulásokra ideális. A hátsó részben lévő franciaágy felhajtásával áruszállítóként is használható, többfunkciós autó is lehet. (Típuspélda: Biwak, Pössl, Adria, La Strada, Westfalia)
- Fél-Integrált lakóautó: A vezetőfülke fölött épített magasítás található, mely kissé előrébb nyúlik, mint a szélvédő síkja. A vezetőfülkében az állómagasság elérése érdekében építik rá az autógyári fülkére. Az előrenyúló rész szekrény, tároló kialakítására használható. (Típuspélda: Hobby, Challenger, RollerTeam, T.E.C., Arca)
- Alkóvos lakóautó: Az autógyári vezetőfülke fölé benyúlik a lakótér. Ezek a leggyakoribb lakóautók. Az alkóvban általában egy kétszemélyes franciaágy kerül kialakításra, többnyire úgy, hogy az ágy kb. felének emelésével, vagy becsúsztatásával a vezetőfülkében is állómagasságot kaphatunk. Természetesen az ágy lenyitott formában is maradhat menet közben. Nem kell beágyazni és rengeteg holmit lehet rápakolni, valamint lakótér többi részétől egy függönnyel leválasztható. A menet közbeni alvást a KRESZ nem engedi. (Típuspélda: Chausson, Elnagh, Bimobil, Hymer, Dethleffs)
- Full-Integrált lakóautó: Busz formájú lakóautó. Teljes mértékben elhagyják az autógyári fülkét és a lakóautógyárban építik a lakóautó elejét is. Nagy első szélvédő jellemző, mely a tetőig felér. A jobb első ajtót általában elhagyják, csak a vezetőülésnél építenek ajtót rá, jobb oldalon csak hátrébb az ülés mögött. Általában a mennyezetről lehet leereszteni egy franciaágyat. (Típuspélda: Burstner, Carthago, Niesmann Bischoff, Phoenix, Winnebago, Airstream, GMC)

## Gázmentes lakóautó
Elsősorban kényelmi okokból a legnagyobb energiafelhasználású készüléket, a fűtőberendezést elkezdték kiváltani dízel üzemű készülékekkel. A készülék a jármű üzemanyagtankjából veszi a működéshez szükséges üzemanyagot. Ezek a készülékek nem csak a fűtést szolgálják, hanem a vízrendszerhez szükséges melegvizet is előállítják. 2007 óta már teljes felszereltségű gázmentes lakóautókat is lehet építeni. Már nemcsak a fűtőberendezést, hanem a főzőlapot is ki lehet váltani dízel üzemanyaggal működtethető kerámialappal, ami szintén a jármű üzemanyagtartályából nyeri az energiát. Ha a hűtő sem abszorpciós, hanem a sokkal hatékonyabb hűtőteljesítményt elérő kompresszoros 12-24 Voltról üzemeltethető hűtővel szerelik akkor nélkülözhető a gázpalack a lakóautókból. Az ilyen felszereltségű lakóautókat csak üzemanyaggal és vízzel kell feltölteni a használathoz.